# Mico rondoni
Mico rondoni is een zoogdier uit de familie van de klauwaapjes (Callitrichidae). De wetenschappelijke naam van de soort werd voor het eerst geldig gepubliceerd door Ferrari, Sena, Schneider & Silva Júnior in 2010.

## Voorkomen
De soort komt voor in Brazilië.